# ولپلم
ولپلم (به انگلیسی: Vellappallam) یک روستا در هند است که در تامیل نادو واقع شده‌است.

## نگارخانه

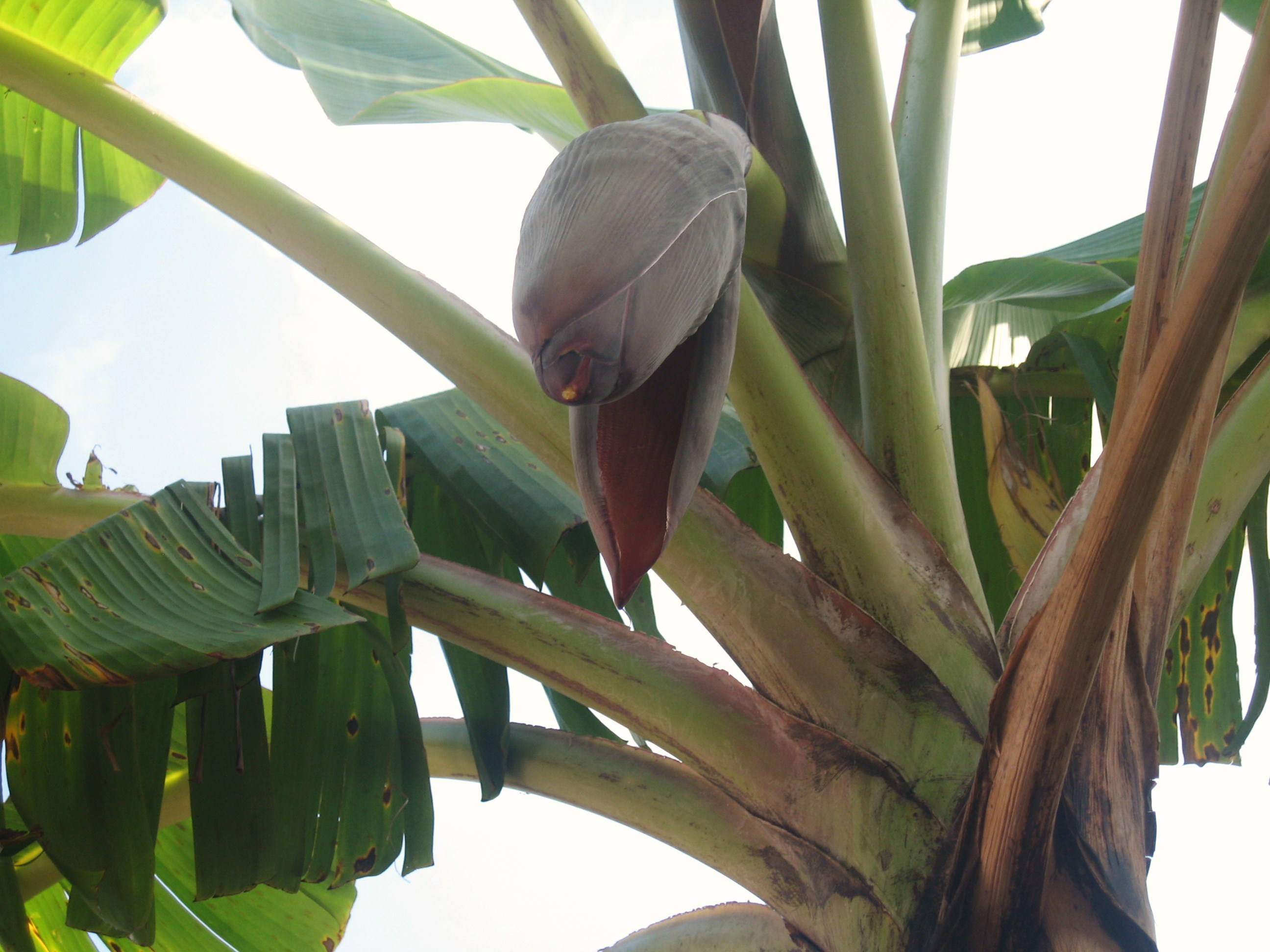
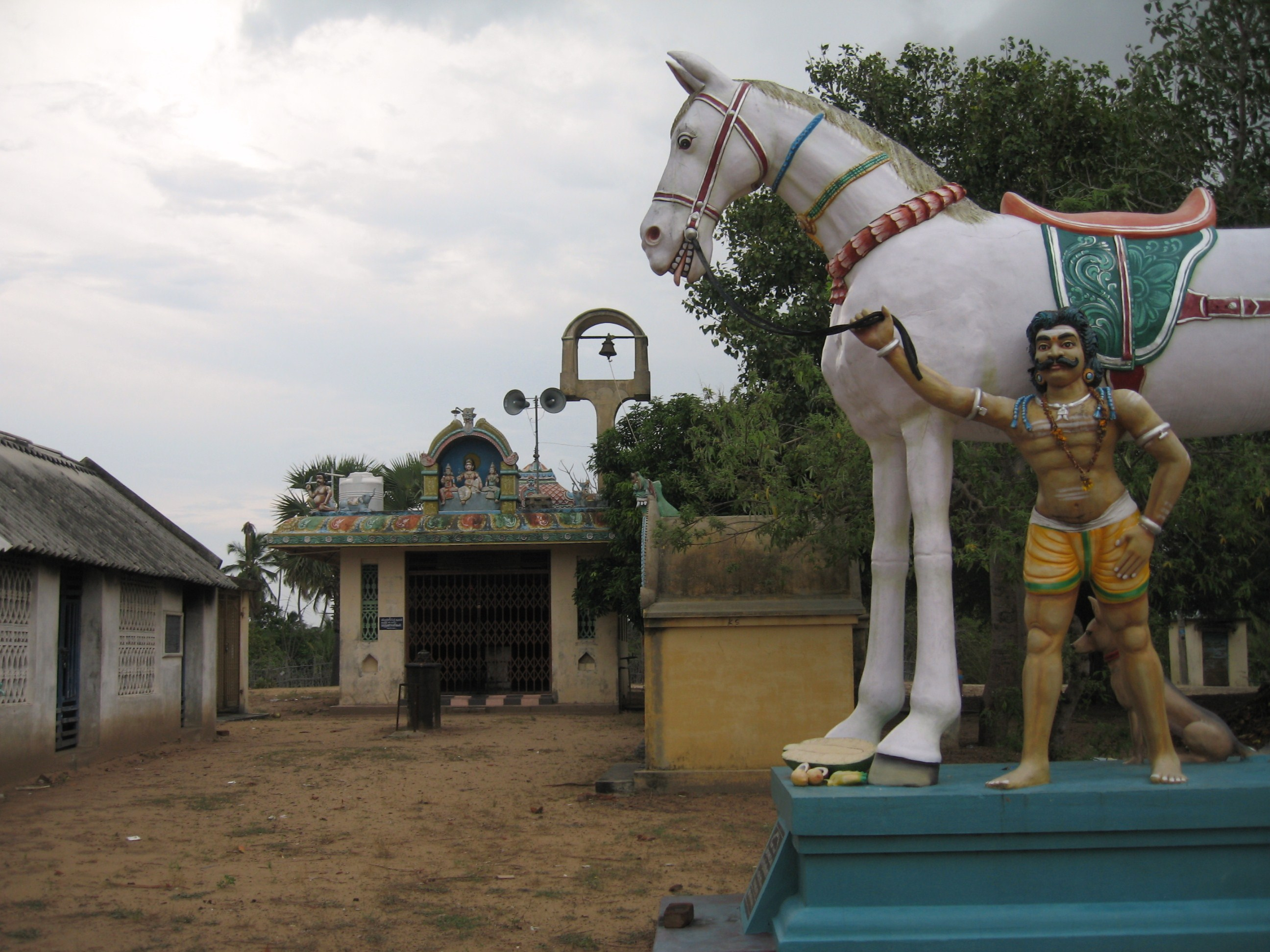
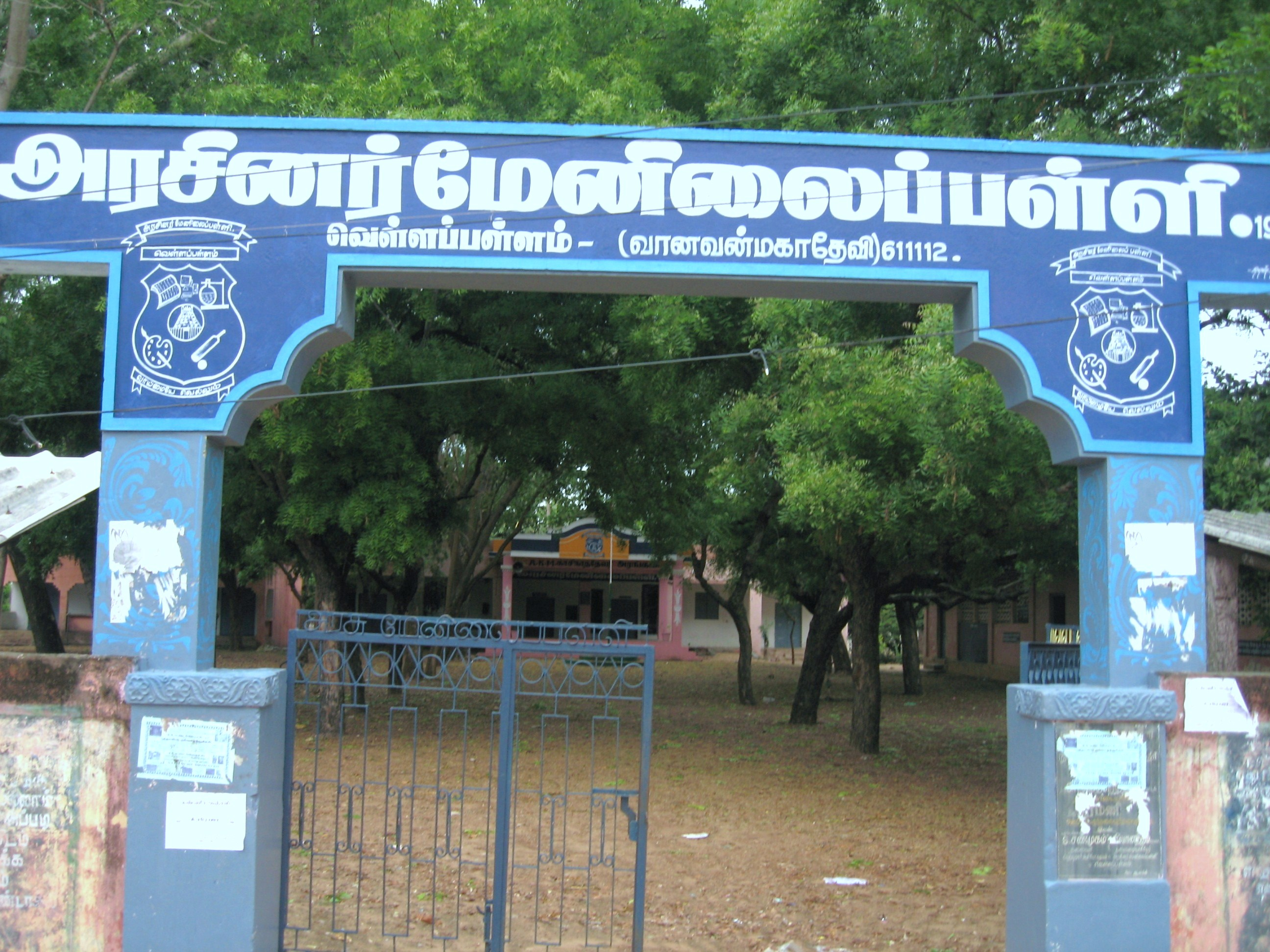
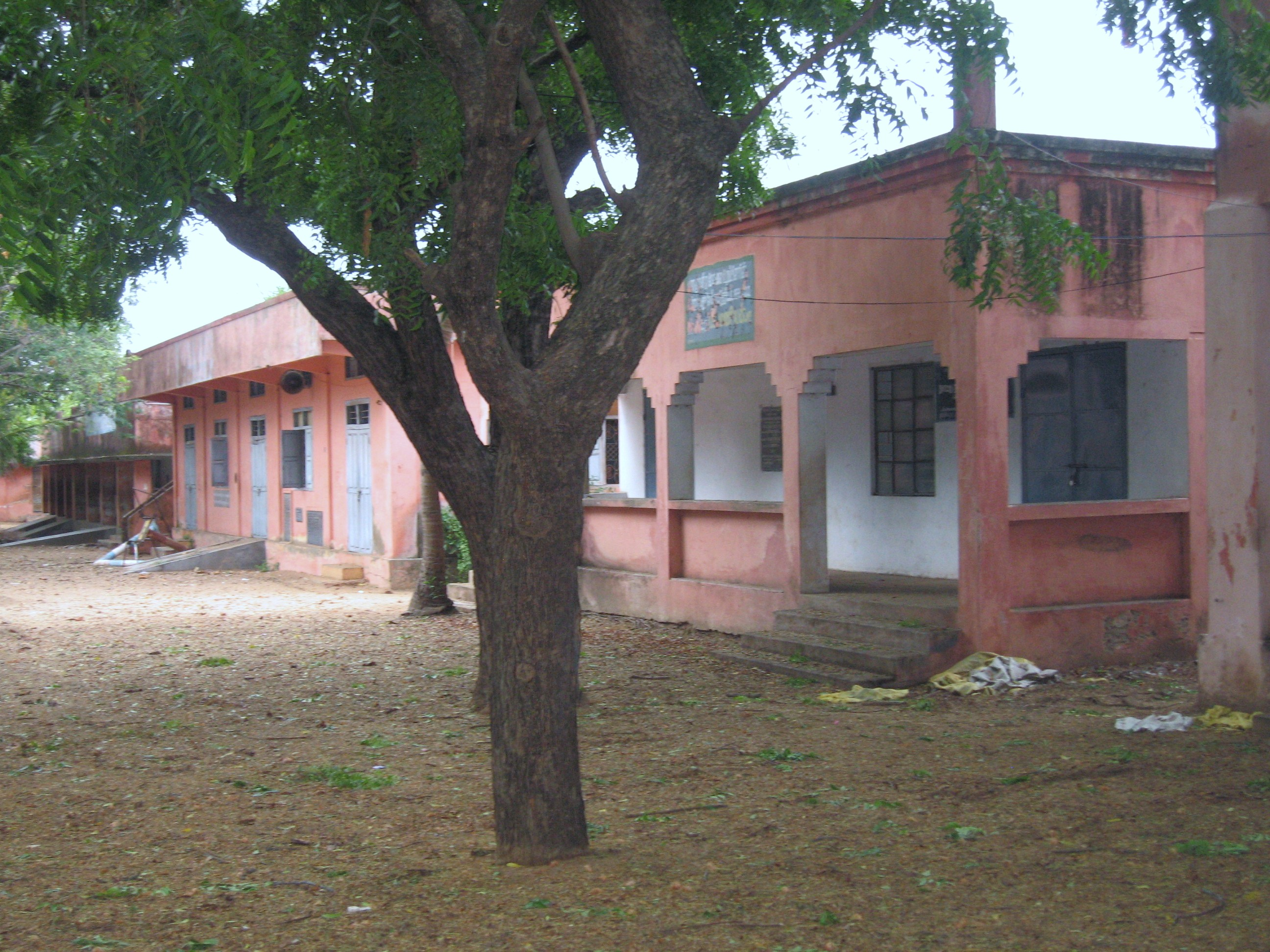
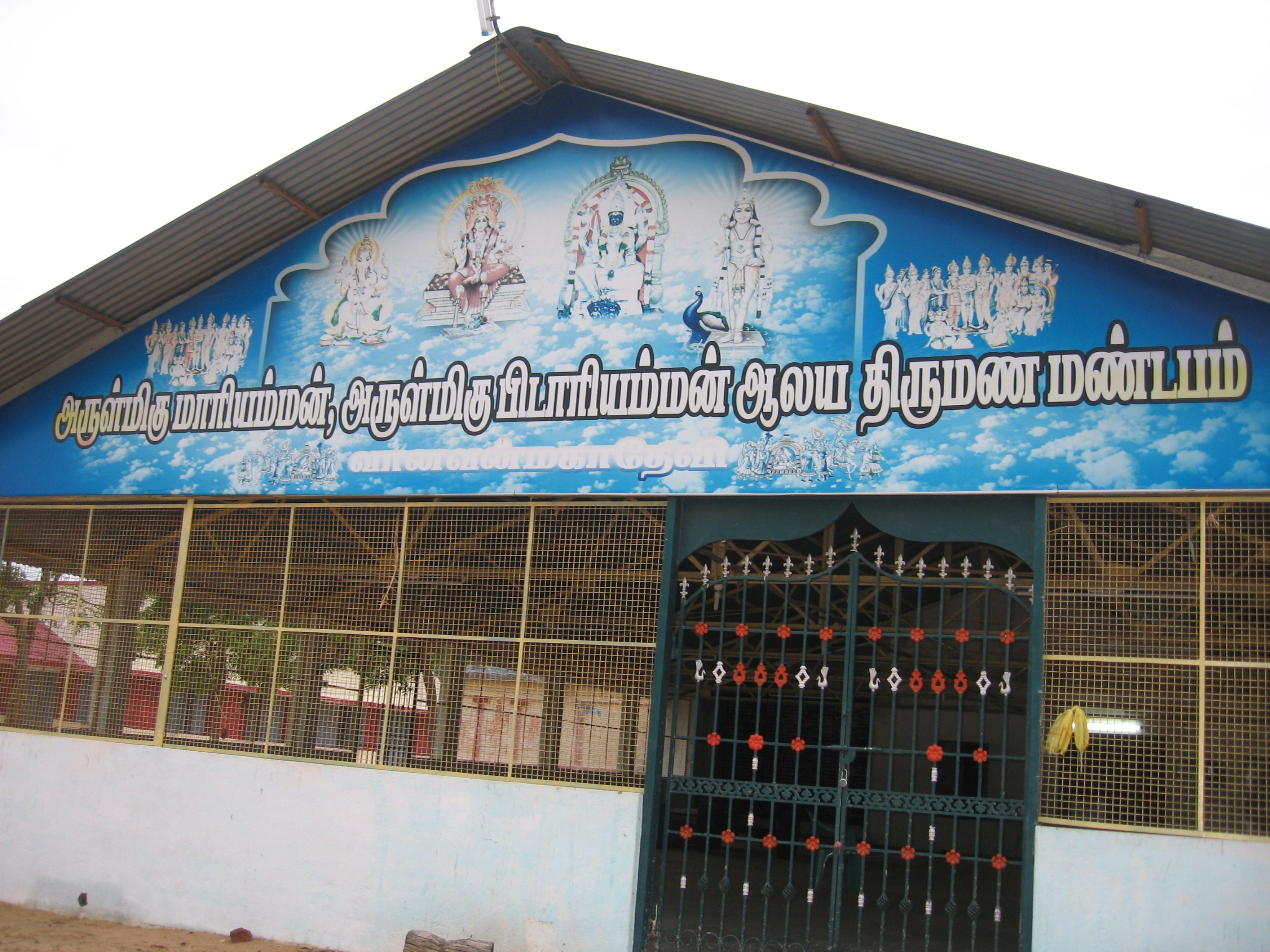
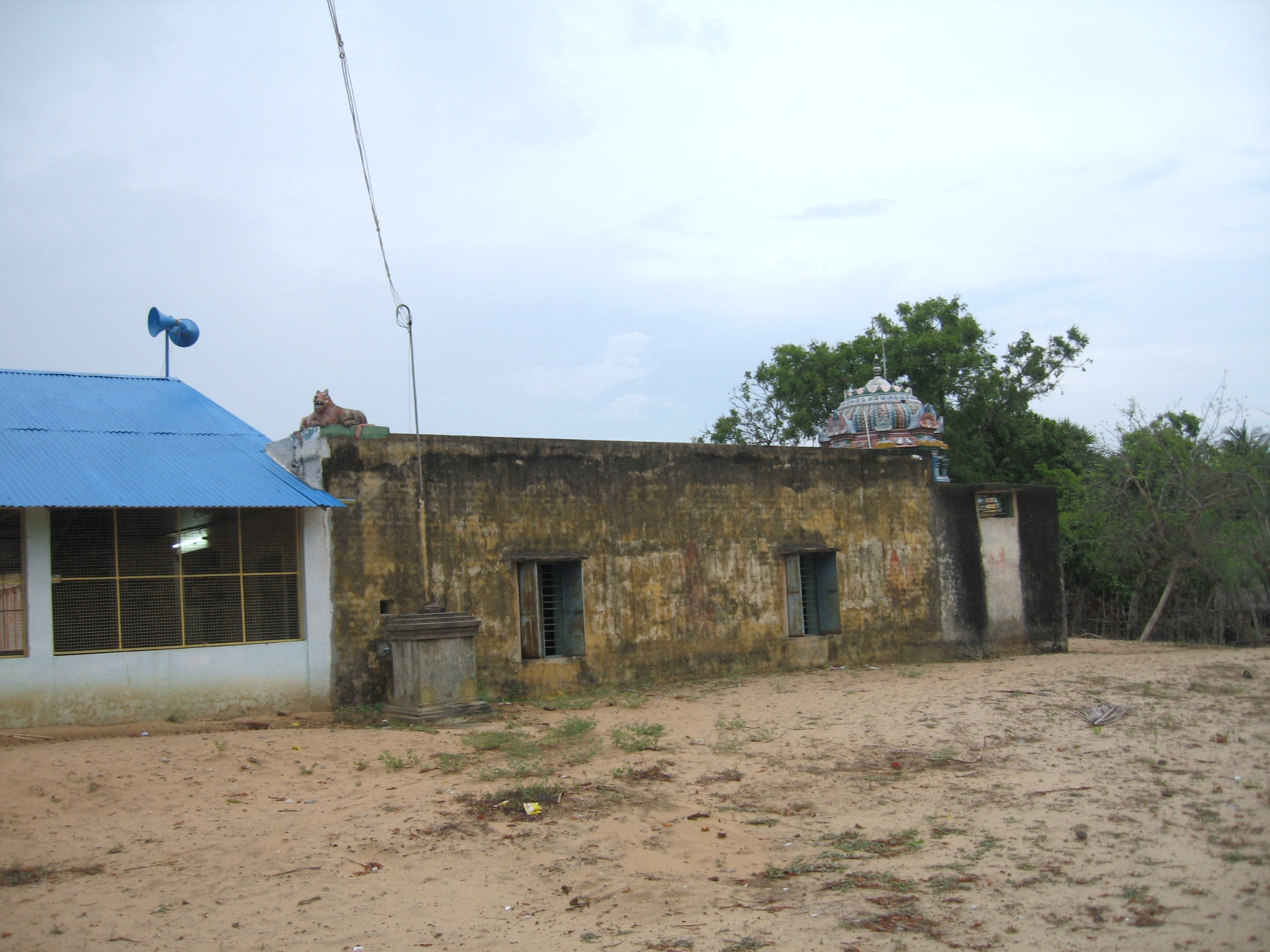
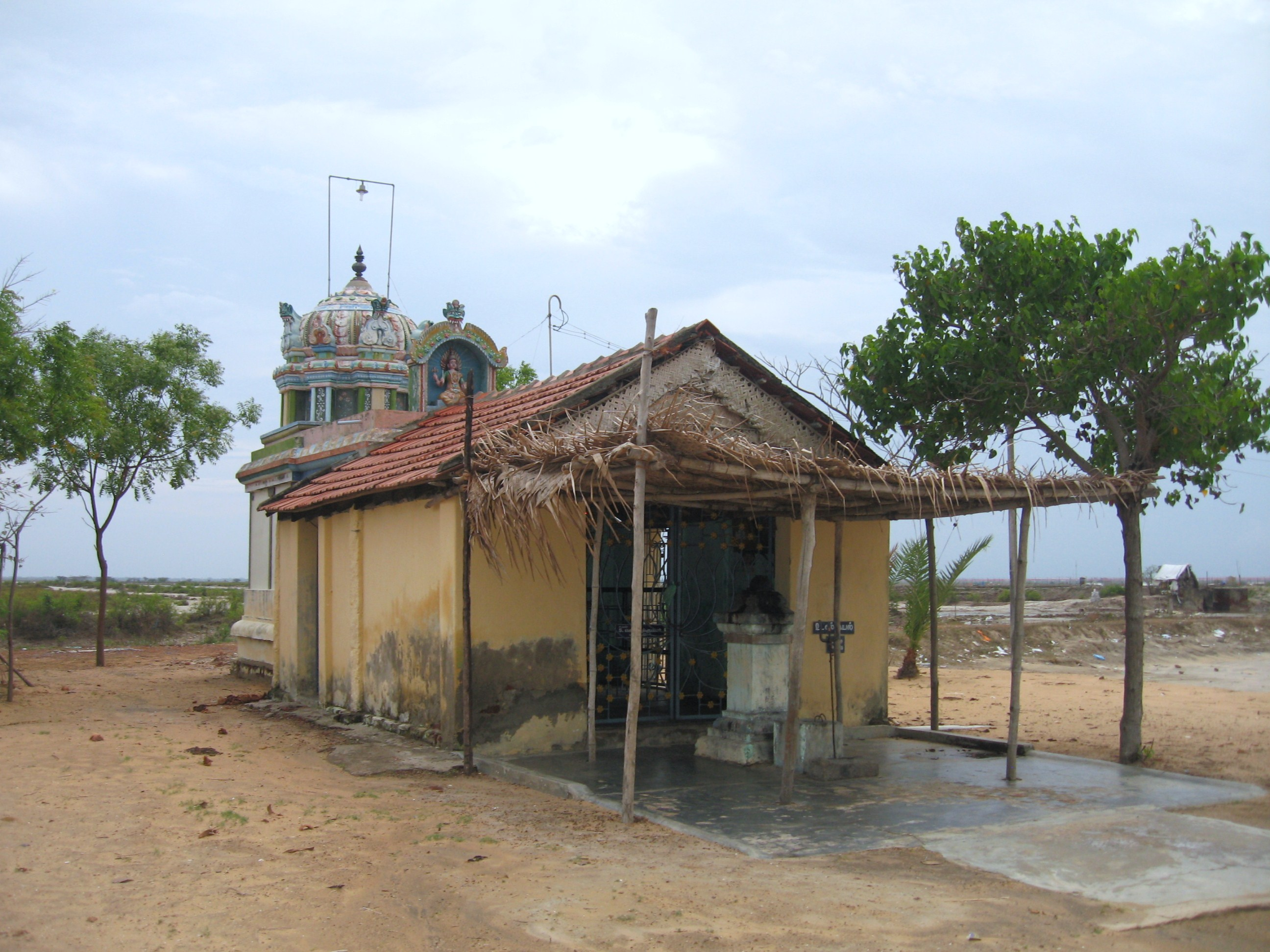
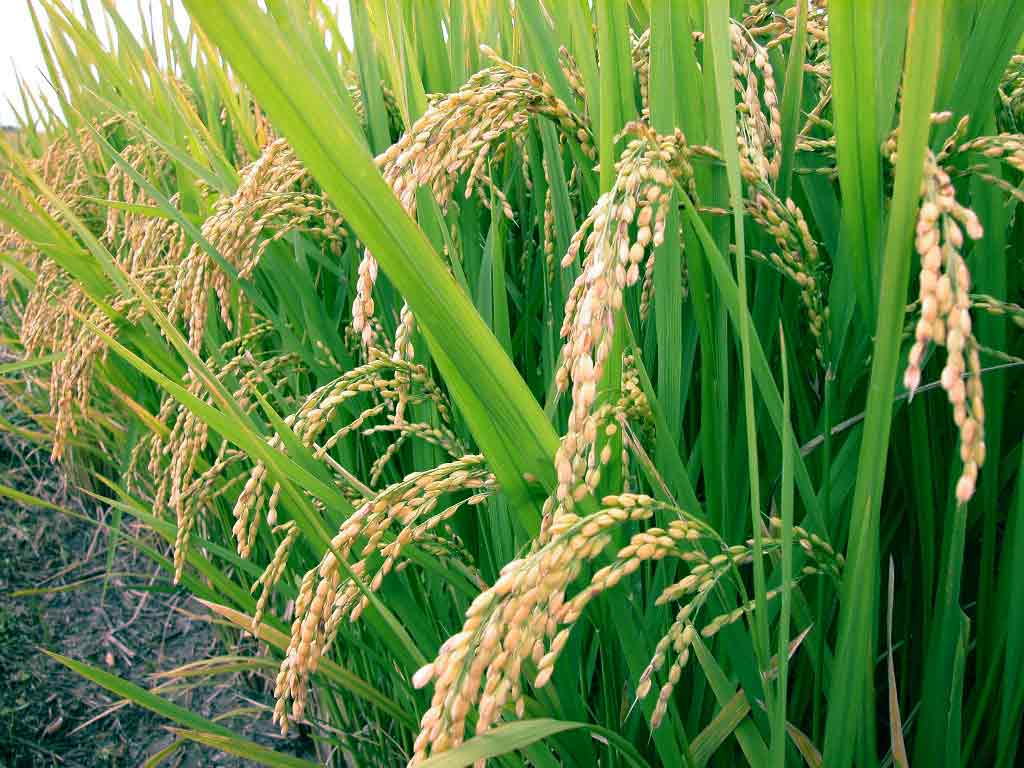
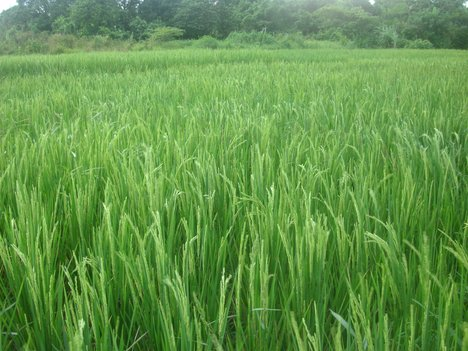
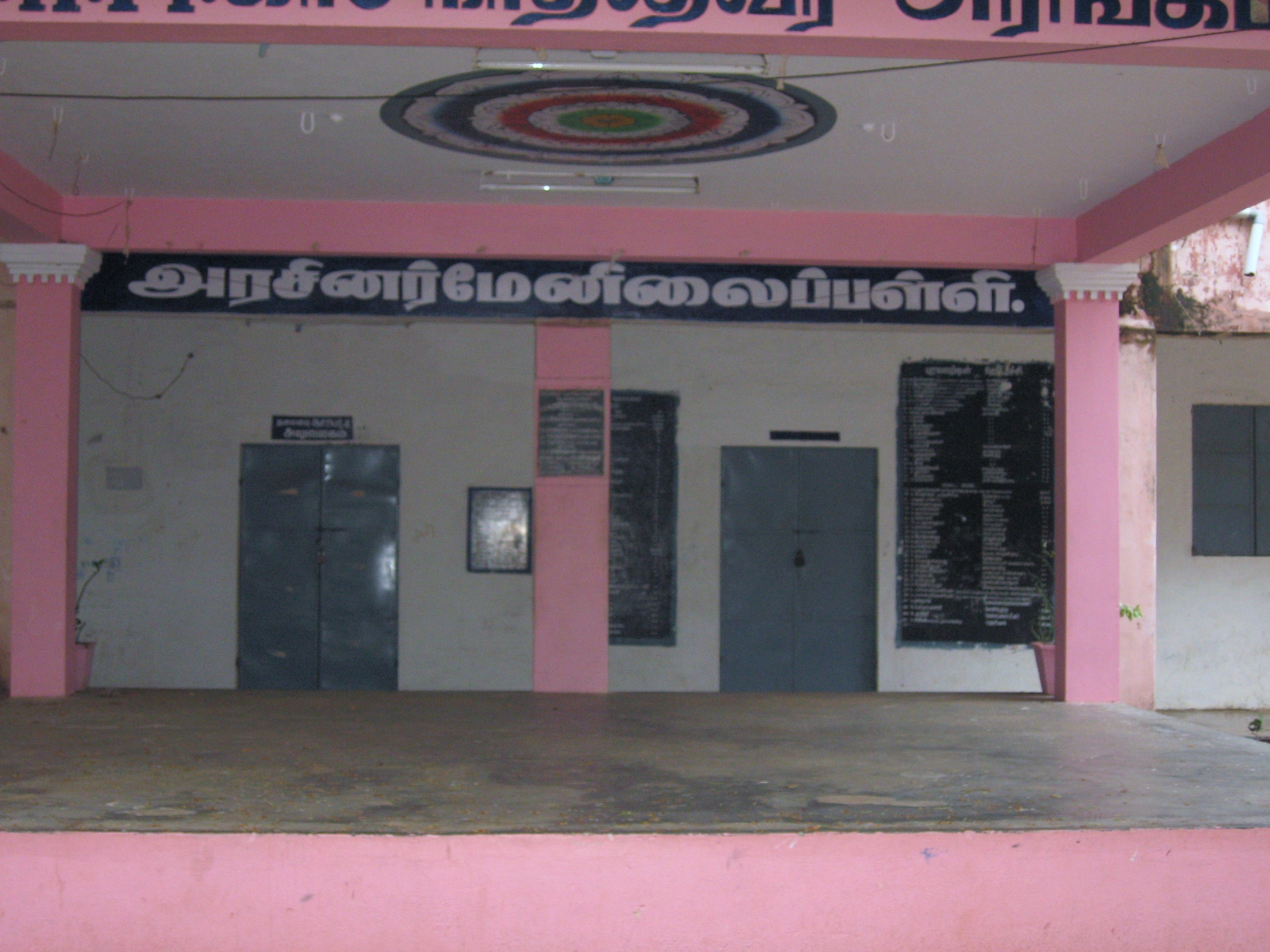
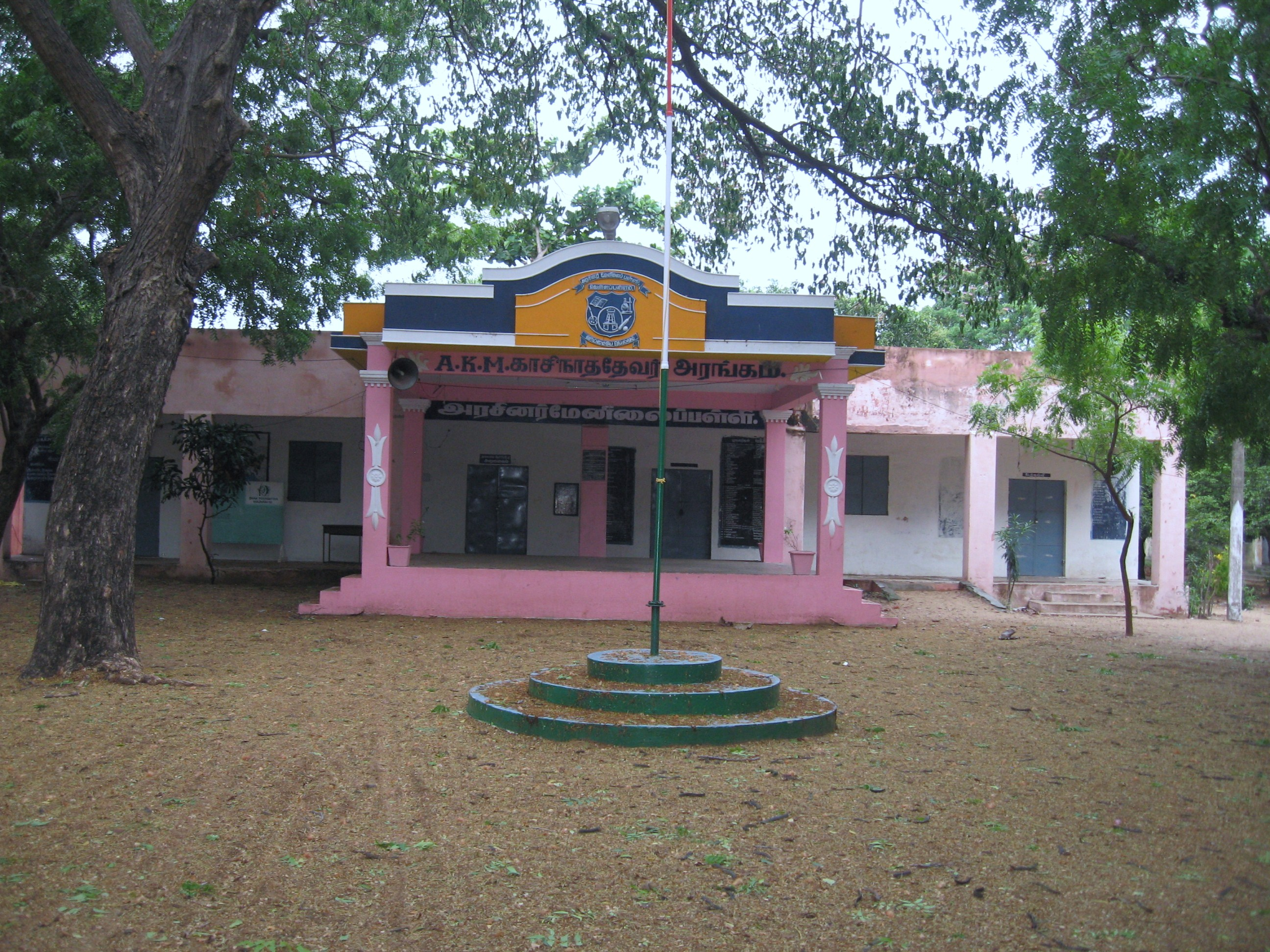